# Spoorwegmuseum Waterhuizen
Het Spoorwegmuseum Waterhuizen was een spoorwegmuseum in het Groningse dorp Waterhuizen, dicht bij de stad Groningen.
Het museum was het initiatief van Riekje Buivenga-Arends, en is gevestigd in en rond een voormalige blokwachterswoning gelegen langs de Staatsspoorlijn B, Groningen - Nieuweschans (ter hoogte van Waterhuizen Aansluiting waar de verbindingsboog vanaf Onnen (Spoorlijn Meppel - Groningen) aansluit). De woning heeft nu een monumentale status aan de Waterhuizen 4, waar de oprichtster ook woonde. In de tuin is onder andere een origineel stuk spoor te zien met (delen van) diverse treinen: de Mat '54 (bijnaam: Hondekop), een DE-2 (beter bekend als Blauwe Engel), een rangeerloc (Sik 354) en 3 wagons. Ook is een compleet ingericht noodstation aanwezig. In het huis is onder andere het bloktoestel van de blokpost Waterhuizen te zien, naast een uitgebreide collectie kleding, borden en allerlei andere zaken die met treinen en het spoorwegverkeer te maken hebben.
Het museum is wegens ernstige gezondheidsproblemen van Riekje Buivenga per 1 januari 2014 gesloten, behalve één keer per jaar op Monumentendag. Eigenaresse Riekje overleed op 6 februari 2014 , de urn met haar as ligt in een van de locs in de tuin. Het is onzeker wat de toekomst van het particuliere museum zal zijn maar het is wel de bedoeling dat de collectie ongemoeid zal blijven op de huidige plek. Haar echtgenoot en zoon hebben aangegeven dat ze de collectie intact willen houden en op Monumentendag willen openstellen voor belangstellenden

Riekje Buivenga genoot landelijke bekendheid in de spoorwereld en is ook te gast geweest in diverse TV programma's waaronder het NCRV programma 'de Stoel'. Ook zat Riekje Buivenga in de speciale marathonuitzending rondom het 150-jarig bestaan van de Nederlandse Spoorwegen. Zij was toen te gast bij Joop van Zijl die met een trein door Nederland reed gedurende deze bijzondere uitzending. Ook hebben diverse regionale media aandacht besteed aan het Spoorwegmuseum in Waterhuizen. Ook veel treinreizigers tussen Groningen en Nieuweschans zagen Riekje vaak voor het raam staan als zij met de trein voorbij het huisje reden. Veel machinisten gebruikten ook vaak de typhoon als ze bij het huisje voorbij reden. 